# La otra cara del rock
La Otra Cara del Rock es el segundo disco en directo del grupo punk español Eskorbuto. Es el primer disco en vivo póstumo a la separación de la banda, publicado originalmente en 2004. Fue grabado en un recital hecho a fines 1989 durante la gira llamada Felices Navidades Sangrientas, en la localidad de Villarreal, Castellón.

## Grabación y contenido
La Otra Cara Del Rock es uno de los tres lanazamientos "oficiales" en vivo de Eskorbuto. Esta edición incluye la grabación del concierto que la banda ofreció el 23 de diciembre de 1989 en Villarreal, Castellón (Pese a que la portada dice 1991, haciendo alusión de que fuese uno de los últimos shows ofrecidos por la banda previo a la muerte de Iosu Expósito y luego Juanma Suárez, ambos en 1992).
La edición original publicada por el sello Blue Moon en 2004 incluye un total de 12 canciones, aunque en el mismo show que también fue grabado en video, Eskorbuto tocó 15 canciones, quedando fuera "Enterrado Vivo", "Tamara" y "Ratas en Vizcaya" además de haberse editado parte de "Donde Esta el Porvenir" y "Eskizofrenia".
En 2014, el sello Guns Of Brixton vuelve a publicar este disco. Esta reedición ampliada y corregida, además de la portada original, incluye las tres canciones omitidas por Blue Moon grabadas durante el mismo concierto y un booklet de 20 páginas que recoge la trayectoria del grupo por aquel entonces, anécdotas, fotografías y una crónica del propio concierto.

## Canciones
- Todas las canciones fueron escritas por Iosu Expósito, Juanma Suárez y Pako Galán.

### Edición original
1. "Ya No Quedan... Maldito Pais" - 3:28
2. "Es un Crimen" - 2:27
3. "Antes en las Guerras" - 2:28
4. "Rogad a Dios" - 4:30
5. "Anti Todo" - 2:11
6. "Mucha Policía Poca Diversión" - 2:50
7. "Os Engañan" - 2:17
8. "Cuidado" - 4:51
9. "Donde Esta el Porvenir" - 1:26
10. "Eskizofrenia" - 1:53
11. "A la Mierda !! Ya !!" - 2:29
12. "No Kiero Kambiar" - 4:02

### Edición en vinilo
Cara A
1. "Ya No Quedan Más Cojones Eskorbuto A Las Elecciones"
2. "Maldito País"
3. "Es Un Crimen"
4. "Antes En Las Guerras"
5. "Rogad a Dios Por Los Muertos"
6. "Mucha Policía, Poca Diversión"
7. "Anti Todo"
8. "Mucha Policía Poca Diversión"
9. "Enterrado Vivo"
10. "Ratas de Vizcaya"

Cara B
1. "Os Engañan"
2. "Cuidado"
3. "Dónde Está El Porvenir?"
4. "Eskizofrenia"
5. "Iros A La Mierda"
6. "No Quiero Cambiar"
7. "Tamara"

## Personal
Músicos
- Juanma Suárez - Bajo y voz.
- Iosu Expósito - Guitarra y voz.
- Pako Galán - Batería.